# Bonnarock
Bonnarock var en musikfestival i Alingsås, som hölls 2014.

## Artister 2014
- Sixten and the cupcakes
- Lex Cobra
- Noice
- Eilert Pilarm
- Lillasyster
- Björn Rosenström
- Anthems of Rock bestående av:
  - Graham Bonnet
  - Bobby Kimball
  - Nik Kershaw
- Günther & The Sunshine Girls